# دالاس (ويسكونسن)
دالاس (بالإنجليزية: Dallas)‏ هي إحدى قرى مقاطعة بارون في ولاية ويسكونسن بالولايات المتحدة الأمريكية. يقدر عدد سكانها بـ 409 نسمة ومساحتها 3.86 كم2 وترتفع عن سطح البحر 356 متر.

## التركيبة السكانية
قام مكتب تعداد الولايات المتحدة بتحديد بيانات التركيبة السكانية لدالاس في تعداد الولايات المتحدة. في ما يلي، التركيبة السكانية حسب تعدادي 2000 و2010.

### تعداد عام 2000
بلغ عدد سكان دالاس 356 نسمة بحسب تعداد عام 2000، وبلغ عدد الأسر 146 أسرة وعدد العائلات 83 عائلة مقيمة في القرية. في حين سجلت الكثافة السكانية 244.8 نسمة لكل ميل مربع (94.5/كم2). وبلغ عدد الوحدات السكنية 169 وحدة بمتوسط كثافة قدره 116.2 نسمة لكل ميل مربع (44.9/كم2).
وتوزع التركيب العرقي للقرية بنسبة 97.75% من البيض و 1.12% من الأمريكيين الأصليين و 1.12% من عرقين مختلطين أو أكثر.
بلغ عدد الأسر 146 أسرة كانت نسبة 24.0% منها لديها أطفال تحت سن الثامنة عشر تعيش معهم، وبلغت نسبة الأزواج القاطنين مع بعضهم البعض 45.9% من أصل المجموع الكلي للأسر، ونسبة 7.5% من الأسر كان لديها معيلات من الإناث دون وجود شريك، وكانت نسبة 42.5% من غير العائلات. تألفت نسبة 34.9% من أصل جميع الأسر من أفراد ونسبة 22.6% كانوا يعيش معهم شخص وحيد يبلغ من العمر 65 عاماً فما فوق. وبلغ متوسط حجم الأسرة المعيشية 2.88، أما متوسط حجم العائلات فبلغ 2.23.
بلغ العمر الوسطي للسكان 46 عاماً. وكانت نسبة 20.8% من القاطنين تحت سن الثامنة عشر، وكانت نسبة 5.9% بين الثامنة عشر والأربعة وعشرون عاماً، ونسبة 22.8% كانت واقعةً في الفئة العمرية ما بين الخامسة والعشرون حتى والأربعة وأربعون عاماً، ونسبة 24.2% كانت ما بين الخامسة والأربعون حتى الرابعة والستون، ونسبة 26.4% كانت ضمن فئة الخامسة والستون عاماً فما فوق. يوجد لكل 100 أنثى 92.4 ذكر، ويوجد لكل 100 أنثى في الثامنة عشر من عمرها فما فوق 91.8 ذكر.
بلغ متوسط دخل الأسرة في القرية 30,833 دولار، أما متوسط دخل العائلة فبلغ 37,750 دولار. وكان متوسط دخل الذكور 32,500 دولار مقابل 22,361 دولار للإناث. وسجل دخل الفرد الخاص بالقرية 14,665 دولار. وكانت نسبة 7.9% من العائلات ونسبة 11.6% من السكان تحت خط الفقر، وكان من هؤلاء نسبة 14.8% تحت سن الثامنة عشر ونسبة 22.1% في الخامسة والستين من العمر وما فوق.

### تعداد عام 2010
بلغ عدد سكان دالاس 409 نسمة بحسب تعداد عام 2010، وبلغ عدد الأسر 156 أسرة وعدد العائلات 94 عائلة مقيمة في القرية. في حين سجلت الكثافة السكانية 282.1 نسمة لكل ميل مربع (108.9/كم2). وبلغ عدد الوحدات السكنية 173 وحدة بمتوسط كثافة قدره 119.3 لكل ميل مربع (46.1/كم2).
وتوزع التركيب العرقي للقرية بنسبة 97.3% من البيض و 0.2% من الأمريكيين الأصليين و 1.0% من الأمريكيين ذوي الأصول الآسيوية و 0.7% من عرقين مختلطين أو أكثر.
بلغ عدد الأسر 156 أسرة كانت نسبة 29.5% منها لديها أطفال تحت سن الثامنة عشر تعيش معهم، وبلغت نسبة الأزواج القاطنين مع بعضهم البعض 45.5% من أصل المجموع الكلي للأسر، ونسبة 10.3% من الأسر كان لديها معيلات من الإناث دون وجود شريك، بينما كانت نسبة 4.5% من الأسر لديها معيلون من الذكور دون وجود شريكة وكانت نسبة 39.7% من غير العائلات. تألفت نسبة 30.1% من أصل جميع الأسر من أفراد ونسبة 14.7% كانوا يعيش معهم شخص وحيد يبلغ من العمر 65 عاماً فما فوق. وبلغ متوسط حجم الأسرة المعيشية 2.85، أما متوسط حجم العائلات فبلغ 2.33.
بلغ العمر الوسطي للسكان 43.7 عاماً. وكانت نسبة 19.8% من القاطنين تحت سن الثامنة عشر، وكانت نسبة 8.6% بين الثامنة عشر والأربعة وعشرون عاماً، ونسبة 22.7% كانت واقعةً في الفئة العمرية ما بين الخامسة والعشرون حتى والأربعة وأربعون عاماً، ونسبة 23.7% كانت ما بين الخامسة والأربعون حتى الرابعة والستون، ونسبة 25.2% كانت ضمن فئة الخامسة والستون عاماً فما فوق. وتوزع التركيب الجنسي للسكان بنسبة 49.9% ذكور و50.1% إناث.